# 大学广场

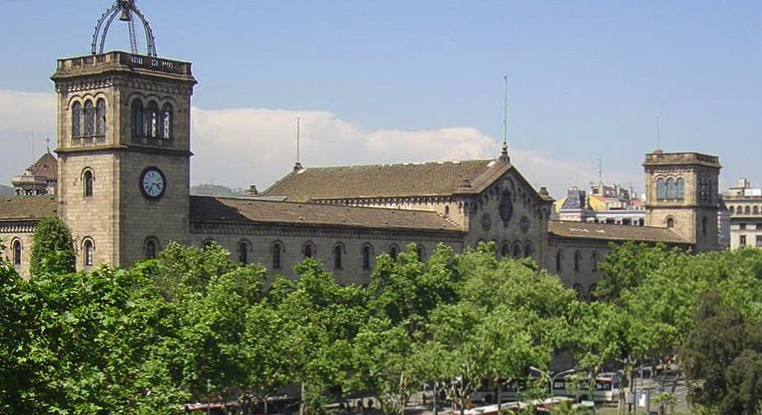
巴塞罗那大学

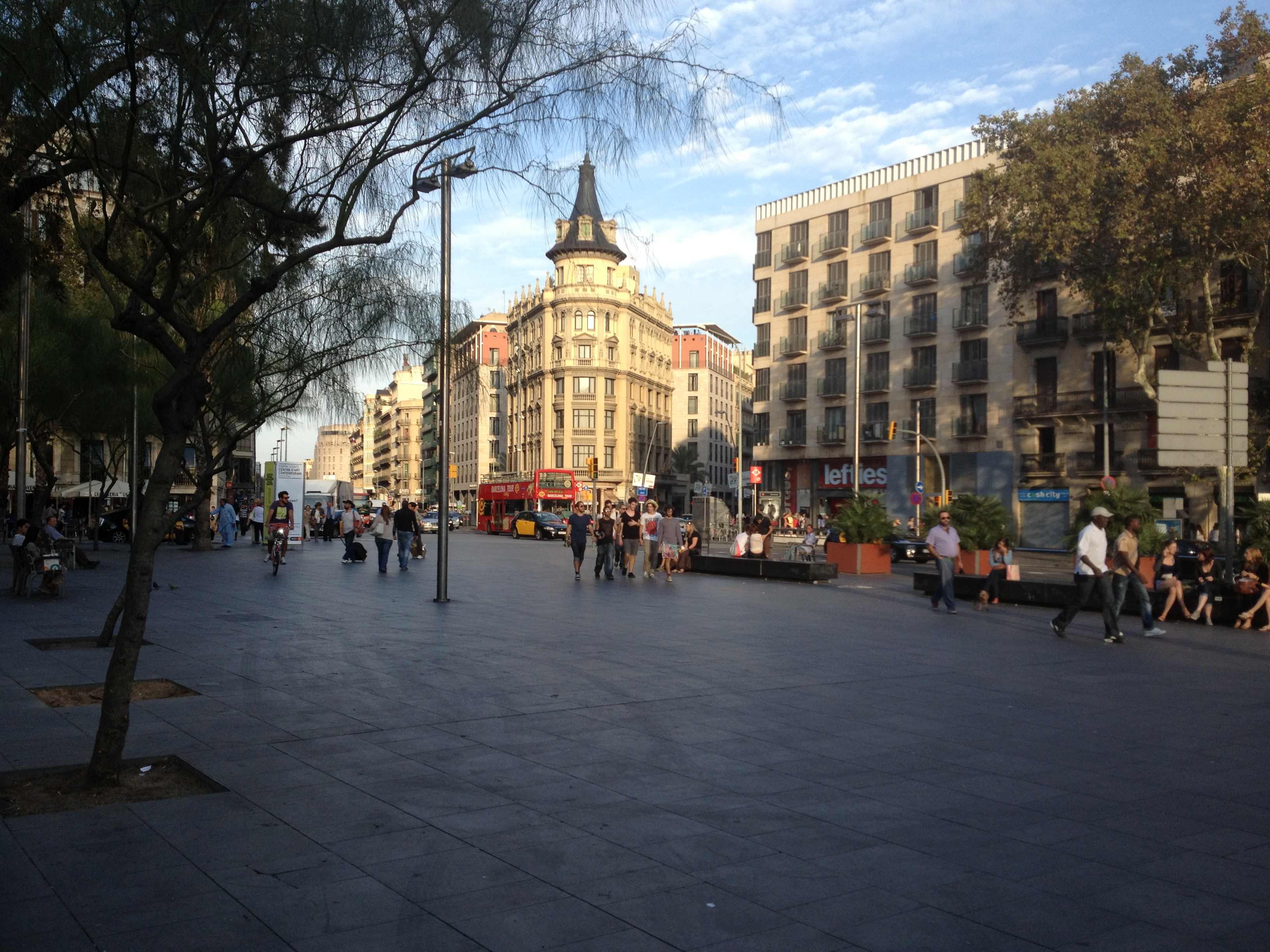
大学广场

大学广场是西班牙巴塞罗那市中心的一个广场，介于扩展区与旧城区之间，位于加泰罗尼亚议会大道与Carrer d'Aribau、Ronda de Sant Antoni的交叉点。它就在加泰罗尼亚广场以西。
大学广场得名于巴塞罗那大学, 其哥特式主校园就在广场西北侧。大学主楼建于1863–1889年，由建筑师埃利斯·罗金特设计，他也在1874年设计了大学广场，当时已经拆除城墙，开始在城外建造扩展区。这里是巴塞罗那最热门的示威地点，也是热门的轮滑地点。广场周围有许多商店和餐厅，和一所小学。

## 交通
此处设有巴塞罗那地铁1号线和巴塞罗那地铁2号线的大学站。